# Волошинський сільський округ
Воло́шинський сільський округ (каз. Волошинка ауылдық округі, рос. Волошинский сельский округ) — адміністративна одиниця у складі Єсільського району Північноказахстанської області Казахстану. Адміністративний центр — село Волошинка.
Населення — 970 осіб (2021; 1263 у 2009, 1570 у 1999, 2112 у 1989).
Станом на 1989 рік існувала Волошинська сільська рада (села Волошинка, Івано-Петровка, Лузинка) колишнього Московського району.

## Склад
До складу округу входять такі населені пункти:
| Населений пункт      | Старі назви | Населення, осіб (1989) | Населення, осіб (1999) | Населення, осіб (2009) | Населення, осіб (2021) |
| -------------------- | ----------- | ---------------------- | ---------------------- | ---------------------- | ---------------------- |
| Волошинка, село      | -           | 1181                   | 858                    | 680                    | 589                    |
| Івано-Петровка, село | -           | 505                    | 408                    | 355                    | 284                    |
| Лузинка, село        | -           | 426                    | 304                    | 228                    | 97                     |